# Santi patroni della città di Napoli

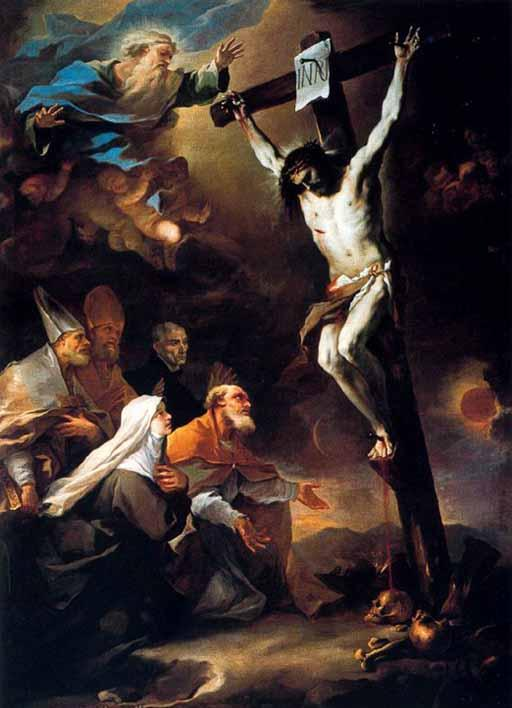
Santi protettori di Napoli, di Luca Giordano

La città di Napoli ha visto dai primi anni del Seicento un aumento esponenziale di santi patroni, soprattutto per influsso della controriforma, giungendo al numero record di 56: un altro caso simile è quello di Venezia che conta però meno santi protettori rispetto alla città partenopea: "solo" 25.

## Storia
Santa Maria Assunta è ufficialmente la prima patrona della città di Napoli e la titolare del Duomo di Napoli. Nei fatti il patrono popolarmente più riconosciuto è san Gennaro, vescovo di Benevento e martire nel 305 d.C.
A san Gennaro si affiancano per antichità di nomina alcuni vescovi: san Severo, sant'Aspreno, sant'Atanasio, sant'Eufebio (noto anche presso il popolo napoletano come Eframo), sant'Agrippino e sant'Agnello abate. La nomina a patroni della cittadina risale così indietro nel tempo da non potersi fissare con precisione la data.
Nel XVII secolo furono aggiunti ventisei santi come patroni, nel XVIII secolo sei, nel XIX secolo undici, nel XX secolo cinque.
Tutti i santi patroni vengono ricordati in occasione delle traslazioni delle reliquie di San Gennaro. Infatti quando il sabato precedente la prima domenica di maggio l'arcivescovo di Napoli col Capitolo del Duomo reca in processione fino alla basilica di santa Chiara il busto dorato e le ampolle del sangue di San Gennaro, questo viene preceduto dai busti argentei dei 51 compatroni. È la seconda data in cui il sangue del santo si liquefà.
Non sempre però il culto di San Gennaro ha goduto del favore popolare. Durante la Repubblica Partenopea del 1799, infatti, la classe dominante filo-francese aveva cercato di appropriarsi del culto del Santo, al punto che circolava presso il popolo la voce che "pure san Gennaro si è fatto giacobino!". Con la restaurazione borbonica, il culto del Santo venne messo in secondo piano rispetto a quello di Sant'Antonio di Padova.
Con la riforma liturgica ("De Patronis costituendis" del 19 marzo 1973) voluta da Papa Paolo VI il numero di patroni riconosciuti ufficialmente dal rituale romano per Napoli sono soltanto tre: San Gennaro, Santa Patrizia e San Severo. Contestualmente la festività di San Gennaro veniva riconosciuta di particolare rilevanza solo a livello locale, suscitando reazioni non favorevoli presso la popolazione napoletana.

## Altri compatroni e data del patronato
| n° | Santo patrono                                   | Sesso | Anno                                 | Note                                                                               |
| -- | ----------------------------------------------- | ----- | ------------------------------------ | ---------------------------------------------------------------------------------- |
| 1  | San Gennaro Vescovo e Martire                   | M     | <1579, 19 marzo 1973                 | 1º Patrono Tutelare, attualmente 1 dei 3 soli Patroni                              |
| 2  | Santa Patrizia Vergine                          | F     | 28 ottobre 1625, 19 marzo 1973       | 1ª Patrona, attualmente 1 dei 3 soli Patroni                                       |
| 3  | San Severo 12º Vescovo di Napoli                | M     | <1579, 1673, 19 marzo 1973           | Patrono Tutelare, attualmente 1 dei 3 soli Patroni,                                |
| 4  | Sant'Agnello Abate e 34º Vescovo di Napoli      | M     | <1579, 25 maggio 1628, 1671          | Patrono Tutelare,                                                                  |
| 5  | Sant'Agrippino 6º Vescovo di Napoli             | M     | <1579, 1673                          | Patrono Tutelare,                                                                  |
| 6  | Sant'Aspreno 1º Vescovo di Napoli               | M     | <1579, 1673                          | Patrono Tutelare,                                                                  |
| 7  | Sant'Atanasio 45º Vescovo di Napoli             | M     | <1579, 1673                          | Patrono Tutelare,                                                                  |
| 8  | Sant'Eufebio 8º Vescovo di Napoli               | M     | <1579, 1673                          | Patrono Tutelare,, noto anche come "Sant'Eframo"                                   |
| 9  | Immacolata Concezione della Beata Vergine Maria | F     | 1734                                 | 1ª e Precipua Patrona, Maria Vergine madre di Gesù                                 |
| 10 | San Tommaso d'Aquino                            | M     | 20 gennaio 1605                      | [ 1 ]                                                                              |
| 11 | Sant'Andrea Avellino                            | M     | 24 settembre 1625                    | [ 1 ]                                                                              |
| 12 | San Francesco di Paola                          | M     | 2 novembre 1625                      | [ 1 ]                                                                              |
| 13 | San Giacomo della Marca                         | M     | 25 maggio 1628, giugno 1647 (P)      | [ 1 ]                                                                              |
| 14 | Sant'Antonio di Padova                          | M     | 25 maggio 1628, gennaio 1650 (P)     | [ 1 ]                                                                              |
| 15 | San Francesco Saverio                           | M     | 25 maggio 1628, 2 luglio 1656 (P)    | [ 1 ]                                                                              |
| 16 | San Filippo Neri                                | M     | 25 maggio 1628, 25 aprile 1668 (P)   | [ 1 ]                                                                              |
| 17 | San Gaetano di Thiene                           | M     | 25 maggio 1628, 31 ottobre 1671 (P)  |                                                                                    |
| 18 | Sant'Ignazio di Loyola                          | M     | 25 maggio 1628, 1754 (P)             |                                                                                    |
| 19 | San Nicola di Bari                              | M     | 25 maggio 1628, 28 novembre 1675 (P) |                                                                                    |
| 20 | San Domenico di Guzman                          | M     | marzo 1641                           |                                                                                    |
| 21 | Santa Teresa d'Avila                            | F     | 7 aprile 1664                        | [ 1 ]                                                                              |
| 22 | Santa Chiara d'Assisi                           | F     | 30 luglio 1669                       |                                                                                    |
| 23 | San Gregorio Armeno Vescovo e Martire           | M     | 9 gennaio 1676                       | [ 1 ]                                                                              |
| 24 | San Giuseppe                                    | M     | 12 marzo 1689, 16 aprile 1690 (P)    | Sposo di Maria Vergine                                                             |
| 25 | San Pietro da Verona Martire                    | M     | 28 aprile 1690                       |                                                                                    |
| 26 | San Biagio Vescovo e Martire                    | M     | 8 ottobre 1690                       |                                                                                    |
| 27 | San Michele Arcangelo                           | M     | 20 maggio 1691                       |                                                                                    |
| 28 | San Francesco d'Assisi                          | M     | 2 novembre 1691                      |                                                                                    |
| 29 | Santa Cecilia Vergine e Martire                 | F     | 2 novembre 1691                      |                                                                                    |
| 30 | Santa Maria Maddalena de' Pazzi                 | F     | 13 febbraio 1692                     |                                                                                    |
| 31 | San Giovanni Battista                           | M     | 16 maggio 1695                       |                                                                                    |
| 32 | San Francesco Borgia                            | M     | 28 settembre 1695                    |                                                                                    |
| 33 | Santa Candida la Giovane                        | F     | 14 marzo 1696                        |                                                                                    |
| 34 | Santa Maria Egiziaca                            | F     | 27 novembre 1699                     |                                                                                    |
| 35 | Sant'Antonio Abate                              | M     | 12 gennaio 1707                      |                                                                                    |
| 36 | Santa Maria Maddalena                           | F     | 1757                                 |                                                                                    |
| 37 | Santa Irene Vergine e Martire                   | F     | 1760                                 |                                                                                    |
| 38 | Sant'Emidio Vescovo e Martire                   | M     | 1760                                 |                                                                                    |
| 39 | Sant'Agostino Vescovo e Dottore della Chiesa    | M     | 1771, 13 settembre 1836 (P)          |                                                                                    |
| 40 | San Raffaele Arcangelo                          | M     | 1792, 1797                           |                                                                                    |
| 41 | Sant'Anna                                       | F     | 1805, 1º agosto 1842 (P)             | Madre di Maria Vergine                                                             |
| 42 | San Luigi Gonzaga                               | M     | 3 luglio 1835                        |                                                                                    |
| 43 | San Vincenzo Ferrer                             | M     | 30 aprile 1838                       |                                                                                    |
| 44 | Sant'Alfonso Maria de' Liguori                  | M     | 24 agosto 1840                       |                                                                                    |
| 45 | San Francesco De Geronimo                       | M     | 19 maggio 1841                       | [ 1 ]                                                                              |
| 46 | San Francesco Caracciolo                        | M     | 1º giugno 1843                       | [ 1 ]                                                                              |
| 47 | San Giovan Giuseppe della Croce                 | M     | 3 aprile 1845                        |                                                                                    |
| 48 | San Pasquale Baylon                             | M     | 3 aprile 1845                        | [ 1 ]                                                                              |
| 49 | San Rocco                                       | M     | 24 agosto 1856                       |                                                                                    |
| 50 | San Gioacchino                                  | M     | 1895                                 | Padre di Maria Vergine                                                             |
| 51 | Santa Maria Francesca delle Cinque Piaghe       | F     | 1901                                 | [ 1 ]                                                                              |
| 52 | Santa Lucia Vergine e Martire                   | F     | 1903                                 |                                                                                    |
| 53 | Santo Strato                                    | M     | 1925                                 | Patrono di Posillipo, fino al 1925 frazione di Napoli, oggi quartiere della città. |
| 54 | Santa Geltrude                                  | F     | 1927                                 | [ 1 ]                                                                              |
| 55 | Santa Rita da Cascia                            | F     | 1928                                 |                                                                                    |

(P) = Presa di possesso del Patronato